# Andrej Sládkovič

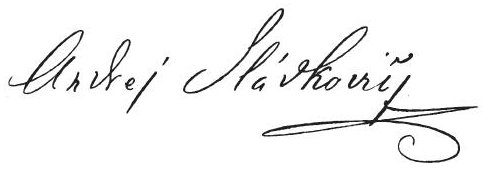
Firma di Andrej Sládkovič

Andrej Sládkovič, pseudonimo di Andrej Braxatoris, (Krupina, 30 marzo 1820 – Radvaň, 20 aprile 1872), è stato un poeta, critico letterario, traduttore e pastore protestante slovacco.

## Biografia

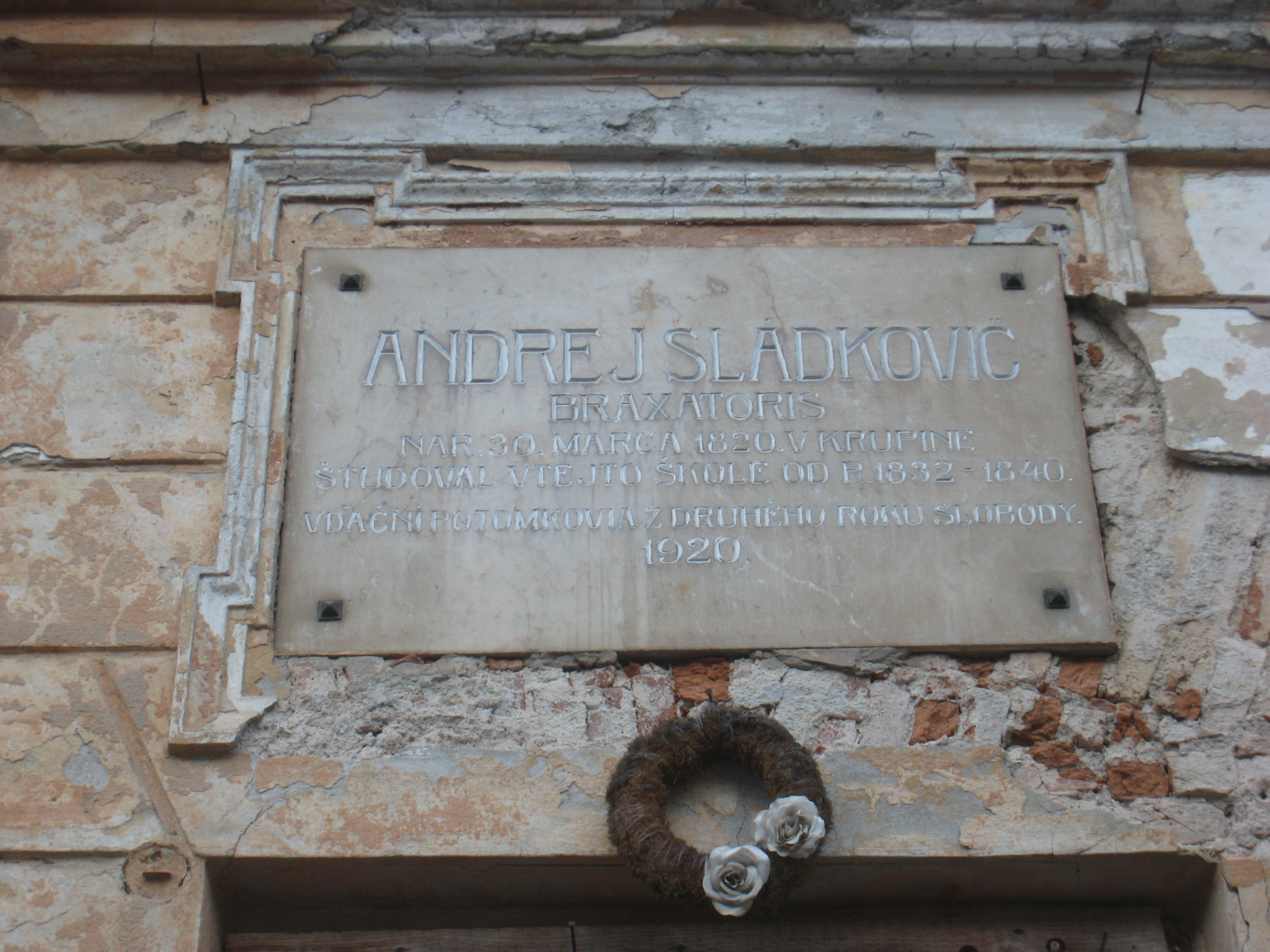
Questa memoria degli studi di Andrej Sládkovič a Banská Štiavnica fu posta nel 1920, due anni dopo l'indipendenza della Cecoslovacchia.

Suo padre era insegnante e letterato. Ricevette la sua istruzione a Krupina del 1826 al 1830, quindi in ungherese nel villaggio di Perőcsény dal 1830 al 1831, nuovamente a Krupina presso il liceo degli scolopi fino al 1832. Proseguì gli studi dal 1832 al 1840 al liceo evangelico di Banská Štiavnica e dal 1840 al 1842 al liceo evangelico di Presburgo, l'odierna Bratislava. Infine dal 1843 al 1844 studiò teologia all'università di Halle, in Germania.
Tra il 1838 e il 1839 fu insegnante assistente a Ladzany e l'anno successivo fu precettore nella casa di Pavol Pischl, ove conobbe Marína Pischlová. Nel 1841 con Samuel Jurkovič fondò il "teatro nazionale slovacco" di Sobotište. Tra il 1842 e il 1843 fu insegnante a Hodruša, infine dopo il ritorno da Halle divenne precettore in casa di Pavol Bezegh a Rybáry.
Nel 1847 divenne pastore protestante e dallo stesso anno fu parroco di Hrochoť. Accolse con entusiasmo la rivoluzione del 1848-1849. Credeva che gli ideali di libertà, di uguaglianza e di fraternità si facessero strada nella coscienza delle nazioni e che avrebbero comportato ampie conseguenze sociopolitiche e culturali. Nel 1849 fu arrestato e indagato. Dal 1856 fino alla morte fu parroco di Radvaň, oggi parte del comune di Banská Bystrica. Prese parte all'adunata del Memorandum della nazione slovacca a Martin, in cui ebbe la funzione di segretario. Fu anche tra i fondatori della Matica slovenská, membro della sua sezione letteraria e anche critico di opere letterarie e drammatiche. Dopo la morte di Karol Kuzmány nel 1867 divenne presidente di una casa editrice di canzoni e di libri religiosi. Nel 1868 si ammalò gravemente di idropisia e da questo male non guarì.

## Attività letteraria
Le sue prime poesie comparvero sull'almanacco Nitra. Nelle sue poesie romantiche unisce l'impeto del folklore slovacco con il concetto filosofico della morale ideale, della bellezza e della perfezione umana. Fonti di forte ispirazione furono le esperienze autobiografiche, la vita sentimentale, i conflitti personali, la ricerca di un equilibrio di vita nella complessa situazione della vita sociopolitica. Si espresse su diverse questioni di vita, esplorò anche la bellezza "inesplorata" della natura slovacca, della gente e della sua cultura. Le sue poesie sono caratterizzate da temi patriottici.
Fu fortemente influenzato da Ľudovít Štúr e fu una personalità di spicco della sua cerchia. Fu tra i fondatori della Matica slovenská e prese parte così al Risorgimento slovacco. Mantenne contatti con i principali rappresentanti della cultura dei popoli slavi. La sua impostazione si richiamava alla filosofia di Hegel. Per la sua attività pastorale si dedicò anche alla letteratura religiosa. La vita, e non la filosofia, gli diede lo stimolo per scrivere la sua poesia più celebre Marína, che celebra il concreto amore per una donna, la sua allieva Marína Pišlová, ma anche per la nazione. La stessa Marína e la poesia lirico-epica Detvan sono considerate le vette della sua produzione poetica.
Oltre alla poesia si dedicò alla traduzione dal russo (Aleksandr Sergeevič Puškin), dal francese (Voltaire, Jean Racine), più tardi anche dal tedesco (Johann Wolfgang Goethe). Scrisse anche articoli pubblicistici (Národnie školy - "Le scuole popolari", Verejná mienka o nás - "L'opinione pubblica su di noi"), recensioni (Ján Botto: Báj Maginhradu "La leggenda di Maginhrad" e altre) e scritti di critica letteraria, di alto livello teorico. La sua opera più tradotta è Marína (due volte in ungherese, in ceco, in polacco, in francese). In suo onore dal 1960 si svolge annualmente il concorso regionale di poesia Sládkovičova Radvaň.

## Opere

### Poesie

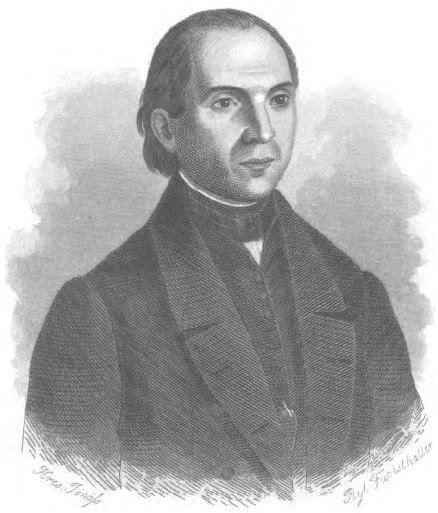
Andrej Sládkovič

- 1842 - K Nitře ("A Nitra"), poesia (pubblicata sull'almanacco Nitra)
- 1842 - Potěcha, poesia (pubblicata sull'almanacco Nitra)
- 1842 - Ctibor, poesia (pubblicata sull'almanacco Nitra)
- 1842 / 1844 - Sôvety v rodine Dušanovej, conversazione in versi
- 1846 - Marína
- 1848 - Zaspievam pieseň o slobodnej vlasti ("Canto una canzone sulla libera patria"), poesia rapsodica che esalta la rivoluzione
- 1848 - Nehaňte ľud môj ("Non vergognatevi, gente mia"), poesia (pubblicata sul giornale Orol tatranský)
- 1848 - Hron, poesia (pubblicata sul giornale Orol tatranský)
- 1848 - More ("Il mare"), poesia (pubblicata sul giornale Orol tatranský)
- 1848 - Morava, poesia (pubblicata sul giornale Orol tatranský)
- 1848 - Krajanom, poesia (pubblicata sul giornale Orol tatranský)
- 1848 - Mládenec ("Il giovane"), poesia (pubblicata sul giornale Orol tatranský)
- 1853 - Detvan, poema (5 canti: Martin, Družina, Slatinský jarmok, Vohľady e Lapačka)
- 1853 - Znovuzrodenec, poesia su Comenius (pubblicata sul calendario Živeny)
- 1858 - Milica, poesia creata dall'unione di Perla hárema e Oľga (pubblicata sull'almanacco Concordia)
- 1861 - Svätomartiniáda ("Martiniade"), poema dell'adunata del Memorandum
- 1863 - Pamiatka pre deň 4. augusta ("Memoria del giorno 4 agosto"), poesia in onore della fondazione della Matica slovenská
- 1863 - Hojže, Bože, jak to bolí, keď sa junač roztratí
- 1864 - Lipa cyrilo-metodejská, memoria degli evangelizzatori della Slovacchia
- 1866 - Gróf Mikuláš Šubić Zrínsky na Sihoti, poesia in occasione del III centanario della morte dell'eroe nazionale   jugoslavo
- 1869 - Duma pohrobnia ("Meditazione sulla tomba")
- Ohlasy ("Appelli") poesia; polemica sulla necessità di una lingua letteraria
- Prosba ("Supplica"), poesia
- Štiavnica, poesia su Banská Štiavnica
- Duchu Puškinovmu ("Allo spirito di Puškin"), poesia su Puškin
- Veľký pôst ("La Quaresima"), poesia
- Novembrová duma ("Meditazione di novembre"), poesia
- Roky a veky ("Anni ed evi"), poesia
- Pieseň o Samsonovi ("Canzone di Sansone"), poesia
- To české tábory ("I campi cechi"), poesia patriottica
- Pozdrav ("Saluto"), poesia patriottica
- Omladinám ("Ai ringiovaniti"), poesia patriottica
- Čo vy za nič nemáte nás? ("Forse che voi non ci tenete in nessun conto?"), poesia patriottica

### Poesia d'amore
- Opustená ("Perdonata")
- Žaloba ("Lamento")
- Vraví oko tvoje ("Narra il tuo occhio")

### Poesia per ragazzi
- Kĺzačka ("Scivolone")
- Prázdniny a škola ("Le vacanze e la scuola")
- Obri a zakrpenci
- Malý Kristus ("Il piccolo Cristo")

### Antologie
- 1918 - Otčiny mojej spevy ("Canti della mia patria")
- 1927 - Výber z lyriky ("Antologia di liriche")
- 1934 - Výber z básní Jána Hollého a Andreja Sládkoviča ("Antologia di poesie di Ján Hollý e di Andrej Sládkovič")
- 1972 - Poézia ("Poesia")
- 1977 - Sládkovič vo výbere Milana Krausa ("Sládkovič scelto da Milan Kraus")
- 1979 - Marína a Detvan

### Opere complete
- 1861 - Spisy básnické Andreja Sládkoviča ("Scritti poetici di Andrej Sládkovič")
- 1878 - Andreja Sládkoviča Spisy básnické  ("Scritti poetici di Andrej Sládkovič")
- 1920 - Spisy básnické Andreja Sládkoviča 1-2 ("Scritti poetici di Andrej Sládkovič")
- 1961 - Sobrané básne 1939 Dielo 1-2 ("Poesie complete")

### Prosa
- Posestrima

### Tragedie
- Nezaľúbení zaľúbenci

### Traduzioni
- Voltaire - Zaira
- Voltaire - Socrate
- Voltaire - La morte u Cezara
- Jean Racine - Fedra (parziale)

### Omelie
- 1924 - Nevěsta Kristova

### Lettere
- 1970 - Korešpondencia Andreja Sládkoviča

### Opere culturali-storiche
- 1988 - Zápisnica Slovenského národného zhromaždenia v Turčianskom Svätom Martine 6. a 7. júna 1861

### Adattamenti teatrali e radiofonici
- 1910 - Marína (Teatro nazionale slovacco)
- 1957 - V slovenské doliny so mnou, bratia moji…  (Československý rozhlas)
- 1970 - Vo víchrici žitia (Československý rozhlas)
- 1985 - Detvan (Československý rozhlas)
- 1989 - Každý svojou pošiel stranou (Československý rozhlas)

### Adattamenti musicali
- 1928 - Detvan (Teatro nazionale slovacco)